# Defiance (Schiff, 1815)
Die Defiance war das dritte Dampfschiff, das auf der Themse zwischen London und Margate verkehrte und war das erste, das auf dem Rhein fuhr.

## Geschichte
Die Defiance wurde durch eine 2-Zylinder-Dampfmaschine angetrieben. Die Zylinder hatten einen Durchmesser von 25,4 cm und führten einen Hub von 91 cm aus. Die Maschine wurde durch einen zylindrischen Kessel mit Dampf versorgt.
Im Oktober 1815 wurde das Schiff als Paketschiff zwischen London und Margate eingesetzt. 1816 wurde die Defiance verkauft, um im Königreich der Vereinigten Niederlande zu verkehren. Der britische Marineoffizier William Wager überführte das Schiff im Mai 1816 über die Insel Walcheren nach Rotterdam und wurde von König Wilhelm I. dort empfangen und in Prinz von Oranien umbenannt.
Nach anderen Angaben wurde die Defiance am 22. Januar 1816 auf der Werft des John Wood im schottischen Greenock gebaut und am 22. März 1816 zunächst auf der Linie Glasgow–Lochgilphead eingesetzt. Die Maschine soll 12 bis 14 PS geleistet haben. In Margate an der Nordküste der Isle of Thanet startete Kapitän Wager am 9. Mai 1816 zu einer Werbefahrt, die ihn noch am selben Tag zur Halbinsel Walcheren führte. Am 10. Mai traf das Schiff in Dordrecht ein. Von dort fuhr es noch am selben Tag weiter nach Rotterdam, wo niederländische Zeitungen über seine Ankunft berichteten und zahlreiche Interessierte Gelegenheit erhielten, das Schiff zu besichtigen. Auch der niederländische König Wilhelm I. besichtigte die Definiance. Ihren Kapitän ernannte die Stadt Rotterdam zu ihrem Ehrenbürger.
Am 8. Juni 1816 setzte das Dampfschiff seine Fahrt flussaufwärts fort. Es fuhr das ganze Jahr auf dem Rhein und legte am 12. Juni 1816 in Köln an. Ursprünglich war geplant, dass die Defiance bis nach Frankfurt am Main fahren sollte. Die starke Strömung oberhalb Kölns verhinderte dies jedoch und das Schiff musste umkehren. Ende 1816 wurde das Schiff für Reparaturen nach England gebracht, es kam jedoch zu Unstimmigkeiten zwischen dem Betreiber und den Niederlanden und die Defiance kehrte nicht wieder zurück und verblieb mehrere Jahre ungenutzt in England.